# Charlemagne Capital
Charlemagne Capital este o companie britanică de administrare de fonduri de investiții.
Compania deține fondurile European Convergence Development Company (ECDC) și European Convergence Property Company (ECPC).
Charlemagne este specializată în administrarea fondurilor de investiții publice și private din statele emergente.
Compania este prezentă în special în Europa Centrală și de Est, administrând active de 4,75 miliarde dolari în anul 2007.
În România, Charlemagne Capital a deținut clăririle de birouri Millennium Business Center, PGV Tower și Centrul de Afaceri Construdava, pe care le-a vândut în anul 2007 către fondul de investiții german DEGI.